# Chilpancingo (estación)
Chilpancingo es una de las estaciones que forman parte del Metro de la Ciudad de México, perteneciente a la Línea 9. Se ubica al poniente de la Ciudad de México, en la alcaldía Cuauhtémoc.

## Información general
Recibe su nombre de la cercana calle de Chilpancingo y su emblema representa a una avispa ya que Chilpancingo es una palabra náhuatl que significa lugar de avispas.

## Afluencia
En 2014, Chilpancingo se convirtió en la 20° estación con mayor afluencia en la red, al registrar 105,863 pasajeros en promedio en día laborable.
La siguiente tabla muestra la afluencia de la estación en los últimos 10 años:
| Afluencia Anual de Pasajeros | Afluencia Anual de Pasajeros | Afluencia Anual de Pasajeros | Afluencia Anual de Pasajeros | Afluencia Anual de Pasajeros | Afluencia Anual de Pasajeros |
| ---------------------------- | ---------------------------- | ---------------------------- | ---------------------------- | ---------------------------- | ---------------------------- |
| Año                          | Afluencia                    | A Diario                     | Ranking                      | Incremento                   | Ref.                         |
| 2023                         | 12,575,125                   | 34,452                       | 14°/195                      | +0.87%                       | [ 3 ]                        |
| 2022                         | 12,466,630                   | 34,155                       | 15°/175                      | +32.20%                      | [ 3 ]                        |
| 2021                         | 9,430,276                    | 25,836                       | 16°/195                      | +6.05%                       | [ 4 ]                        |
| 2020                         | 8,892,218                    | 24,295                       | 20°/195                      | -41.55%                      | [ 5 ]                        |
| 2019                         | 15,212,533                   | 41,678                       | 22°/195                      | +1.93%                       | [ 6 ]                        |
| 2018                         | 14,924,903                   | 40,890                       | 21°/195                      | -3.99%                       | [ 7 ]                        |
| 2017                         | 15,544,376                   | 42,587                       | 18°/195                      | -3.21%                       | [ 8 ]                        |
| 2016                         | 16,059,326                   | 43,877                       | 19°/195                      | -0.90%                       | [ 9 ]                        |
| 2015                         | 16,205,591                   | 44,398                       | 19°/195                      | +4.24%                       | [ 10 ]                       |
| 2014                         | 15,546,166                   | 42,592                       | 19°/195                      | -7.38%                       | [ 11 ]                       |

## Salidas de la estación
- Nororiente: Eje 3 Sur Avenida Baja California entre Calle Tuxpan y Avenida de los Insurgentes, Colonia Roma Norte.
- Suroriente: Eje 3 Sur Avenida Baja California entre Calle Tuxpan y Avenida de los Insurgentes, Colonia Roma Sur.
- Norponiente: Eje 3 Sur Avenida Baja California entre Calle Chilpancingo y Avenida de los Insurgentes, Col Hipódromo Condesa.
- Surponiente: Eje 3 Sur Avenida Baja California entre Calle Chilpancingo y Avenida de los Insurgentes, Col Hipódromo Condesa.